# Melchiorre Cafà
Melchiorre Cafà (emellanåt stavat Caffà), född 1635 i Vittoriosa, Malta, död 10 september 1667 i Rom, var en maltesisk skulptör under högbarocken. Han var elev till Ercole Ferrata.
Melchiorre Cafàs främsta skulpturverk är altaruppsatsen Den heliga Katarinas apoteos (1666) i kyrkan Santa Caterina da Siena a Magnanapoli i Rom. I sin framställning av helgonet Katarina av Siena uppvisar Cafà viss inspiration från Berninis Den heliga Teresas extas.
Cafà omkom vid en olyckshändelse i Vatikanens bronsgjuteri. Cafà är representerad vid bland annat Nationalmuseum i Stockholm. 

## Skulpturala verk i Rom i urval
- Den heliga Katarinas apoteos (1666) – Santa Caterina da Siena a Magnanapoli[3]
- Den helige Eustachius martyrium (1667) – Sant'Agnese in Agone[4]
- Den helige Tomas av Villanova (1667) – Sant'Agostino[5]
- Högaltaret (projektering) – Santa Maria in Campitelli[6]

## Bilder
| - Den helige Eustachius martyrium (1667) i kyrkan Sant'Agnese in Agone i Rom. Högrelief fullbordad av Ercole Ferrata. - Den helige Tomas av Villanova (1667) i kyrkan Sant'Agostino i Rom. Skulptur fullbordad av Ercole Ferrata. |